# Hans Gude
Hans Fredrik Gude (13. března 1825 Christiania – 17. srpna 1903 Berlín) byl norský malíř. Byl představitelem národně orientovaného romantismu, věnoval se převážně krajinomalbě a marině.
Jeho prvním učitelem malířství byl Johannes Flintoe. V letech 1842 až 1844 studoval na výtvarné akademii v Düsseldorfu, kde se v té době pod vedením Johanna Wilhelma Schirmera zrodila tzv. düsseldorfská malířská škola. Po návratu do Norska navázal spolupráci s Adolphem Tidemandem; společně vytvořili řadu obrazů, na kterých Gude maloval krajinu a Tidemand lidské figury (nejznámější z nich je Svatba v Hardangeru).
V roce 1854 se Gude vrátil do Německa a vyučoval na düsseldorfské akademii až do roku 1861, kdy odjel do Walesu pracovat v plenéru. V letech 1864 až 1880 byl profesorem akademie v Karlsruhe, pak přešel na Pruskou uměleckou akademii v Berlíně, kde působil do roku 1901. V roce 1894 převzal Řád svatého Olafa. Je pochován na hřbitově Vår Frelsers Gravlund v Oslu.
Jeho syn Nils Gude (1859–1958) byl také malířem; vynikl jako portrétista.

## Ukázky z tvorby

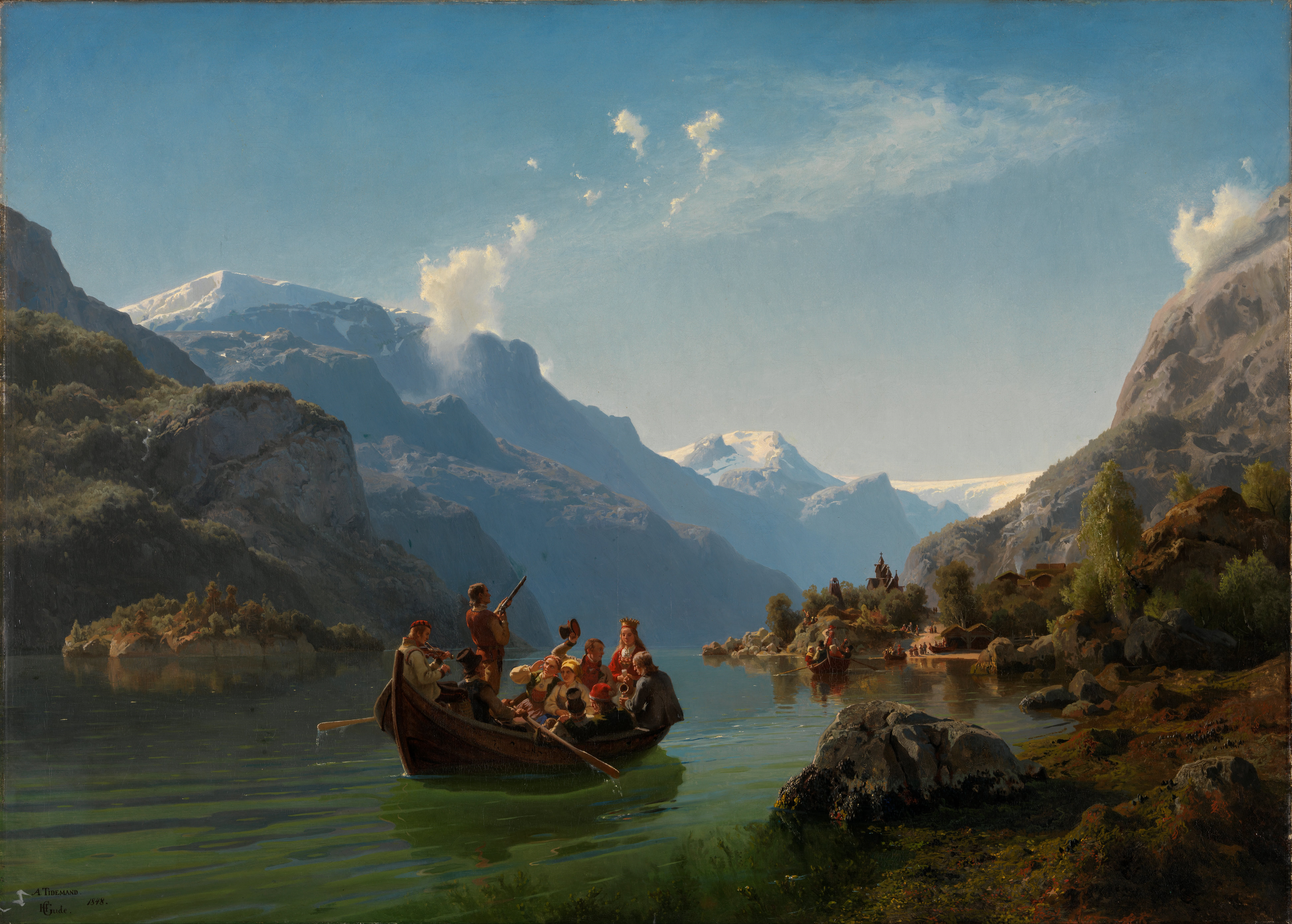
Svatba v Hardangeru, 1848
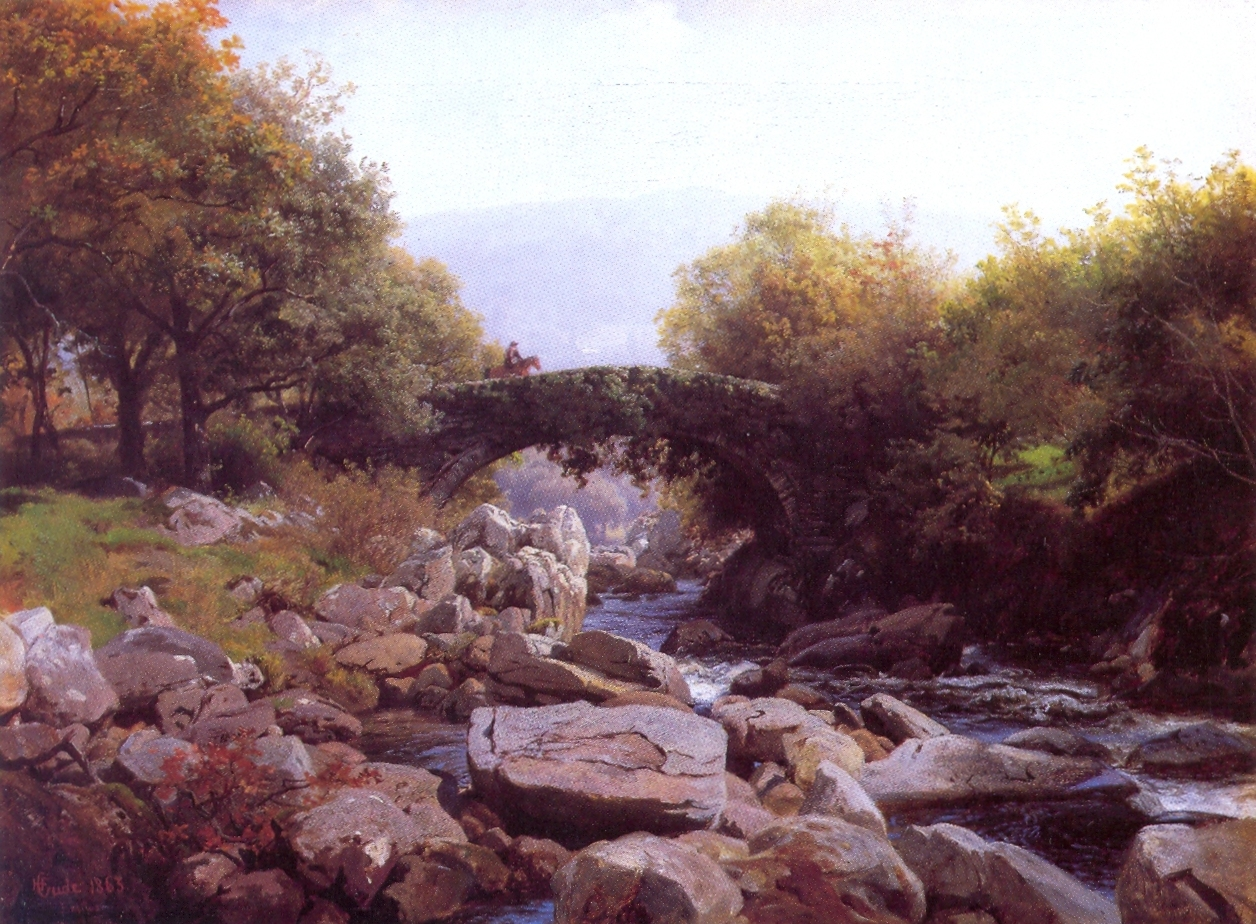
Efoybroen, severní Wales, 1863
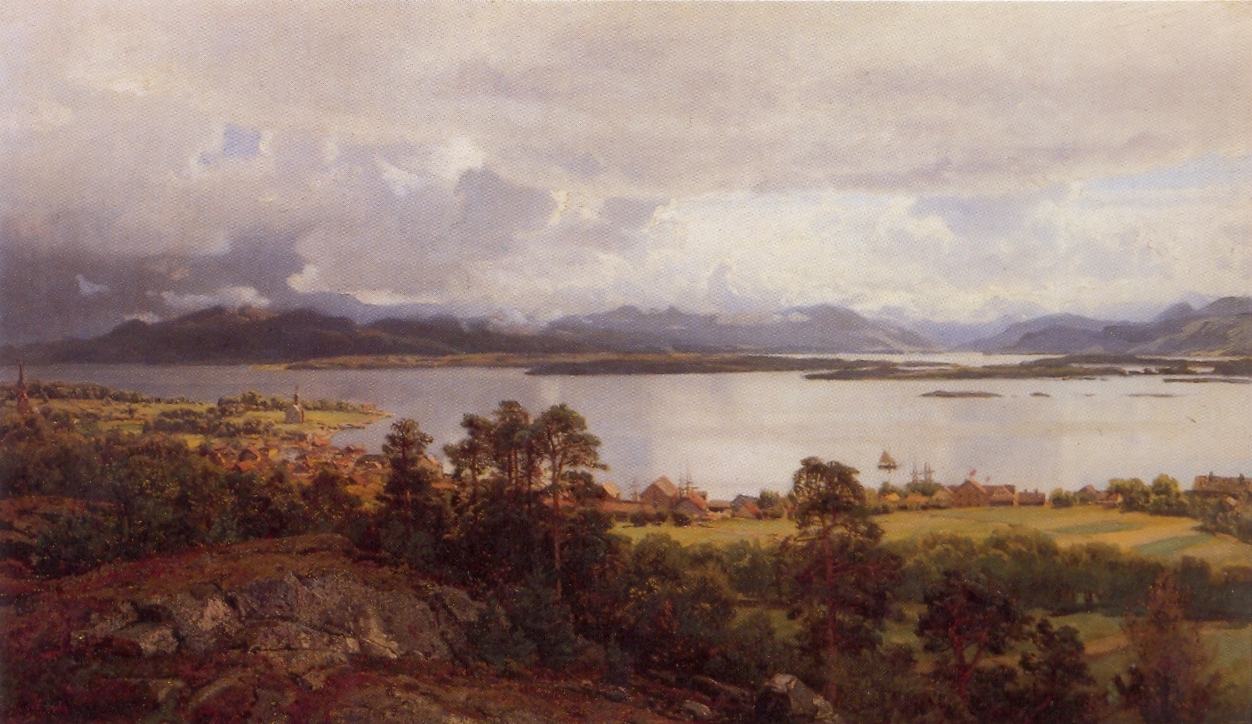
Pohled na Molde, 1890